# Eleição presidencial na Venezuela em 2018
A eleição presidencial na Venezuela em 2018 ocorreu em 20 de maio e sagrou a reeleição de Nicolás Maduro por ampla margem de votos em uma votação marcada de polêmicas e de maior abstenção da história do país. Diversos países do mundo não reconheceram a reeleição. Considerada uma eleição antecipada, a data eleitoral original foi agendada para dezembro de 2018, posteriormente, antecipada para 22 de abril de 2018, mas depois adiada por algumas semanas para maio de 2018.
Várias ONGs venezuelanas, como o Fórum Penal Venezuelano, o Súmate, o Voto Jovem, o Observatório Eleitoral Venezuelano e a Rede Eleitoral Cidadã, expressaram sua preocupação com as irregularidades do calendário eleitoral, incluindo a falta de competência da Assembleia Constituinte para convocar as eleições, impedindo a participação de partidos políticos da oposição, embora tenha sido a própria oposição que tenha solicitado a antecipação das eleições, e a falta de tempo para as funções eleitorais padrões.
Por causa da controvérsia em relação ao pleito, o Alto Comissariado das Nações Unidas para os Direitos Humanos, União Europeia, o Grupo de Lima e países como a Austrália e os Estados Unidos rejeitaram o processo eleitoral. No entanto, países da região, como Cuba, Equador, Nicarágua e Bolívia, além de outros países, como Rússia, China e Coreia do Norte, reconheceram o resultado das eleições e manifestaram apoio.
As eleições registraram a menor participação em mais de duas décadas, segundo o pesquisador Félix Seijas. Maduro obteve 1,7 milhão de votos a menos que na eleição anterior de 2013. Seus dois adversários no pleito, o ex-governador Henri Falcón e o pastor evangélico Javier Bertucci, criticaram os resultados, denunciaram irregularidades e pediram novas eleições.

## Pesquisas
Há uma semana da eleição, Nicolás Maduro seguia liderando as pesquisas, seguido pelo ex-chavista Henri Falcón, que fundou o partido Avanço Progressista e o pastor evangélico Javier Bertucci, além de Reinaldo Quijada. No entanto, na véspera da eleição, foi divulgada pesquisa dando vitória ao candidato Henri Falcón.

## Processo eleitoral

Estação de voto em Caracas no dia da eleição.

A legalidade do processo eleitoral divide opiniões. A requisição de uma eleição feita pela Assembleia Nacional Constituinte pró-governo foi declarada inconstitucional, especialmente quando o órgão mudou a data das eleições de dezembro para abril. O Conselho Nacional Eleitoral (CNE), encarregado de supervisionar as eleições na Venezuela, também é controlado por simpatizantes de Maduro. O governo bolivariano também foi acusado de excluir candidatos da oposição, escolher candidatos, intimidar eleitores, comprar votos e oferecer comida àqueles que votarem no presidente. Contudo, 14 comissões eleitorais de 8 países, 2 missões técnicas eleitorais, 18 jornalistas de diferentes partes do mundo, 1 euro-parlamentar e 1 delegação técnico-eleitoral da Central Eleitoral da Rússia acompanharam o processo eleitoral.
A maioria dos líderes populares da Mesa da Unidade Democrática (MUD) e outros membros da oposição não puderam candidatar-se às eleições por causa de procedimentos administrativos e legais e foram desqualificados de participar pelo governo. Isso incluiu Henrique Capriles (candidato nas eleições de 2012 e 2013), Leopoldo López (condenado a quase 14 anos de prisão durante os protestos de 2014), Antonio Ledezma (preso em 2015 e depois colocado em prisão domiciliar), Freddy Guevara (cujo imunidade parlamentar foi removida e fugiu para a residência do embaixador chileno), e também foram presos David Smolansky (atualmente no exílio), assim como María Corina Machado e Miguel Rodríguez Torres, ex-ministro da Defesa e dissidente chavista. Em 5 de abril de 2017, o Controlador Geral da Venezuela notificou Capriles que, por 15 anos, ele seria impedido de participar de cargos públicos, devido ao seu alegado uso indevido de fundos públicos, uma acusação que Capriles negou. A MUD decidiu boicotar as eleições em fevereiro de 2018.
Os principais partidos políticos da oposição foram desqualificados após terem sido forçados a registar-se pela segunda vez em menos de um ano pelo Conselho Nacional Eleitoral (CNE), depois de não participarem nas eleições municipais de 2017. Os partidos Vontade Popular e Puente recusaram-se a fazê-lo, enquanto o CNE impediu o Primeiro Justiça de se registrar; apenas o partido Ação Democrática foi revalidado. No final de janeiro de 2018, a Câmara Constitucional do Supremo Tribunal de Justiça bloqueou a revalidação do registro da MUD, a mais votada na história eleitoral do país, que também foi banida. Finalmente, o Primeiro Justiça foi desclassificado semanas depois da corrida presidencial no início de fevereiro de 2018, o que deixou apenas a Ação Democrática e outros pequenos partidos como oposição.

### Campanha

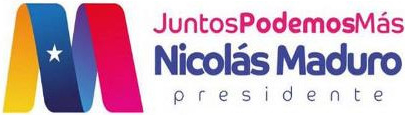
Logo presidencial de Nicolás Maduro.

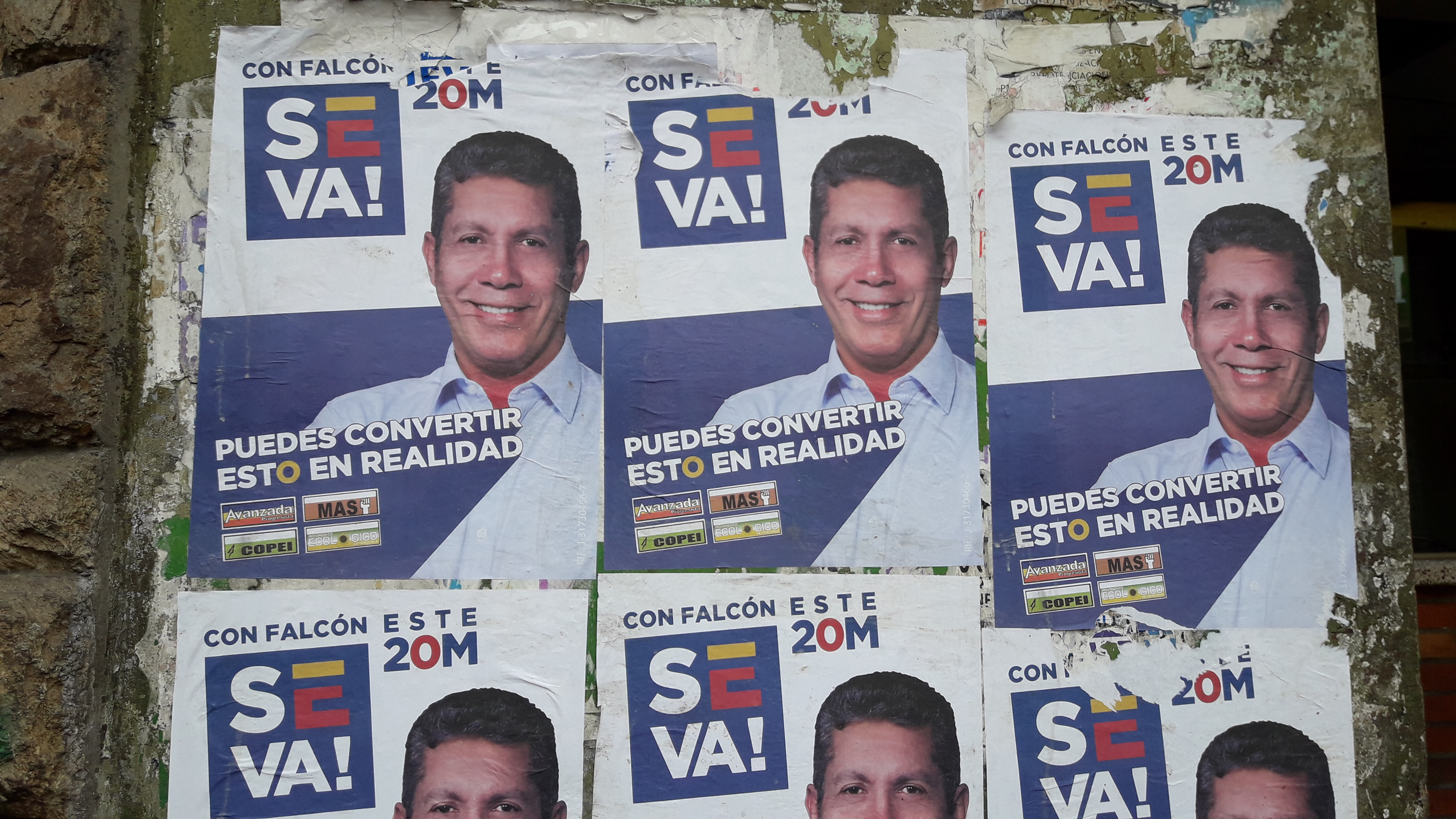
Campanha de Henri Falcón.

A campanha dos conselhos presidencial e legislativo começou em 22 de abril e terminou em 17 de maio à meia-noite, de acordo com o cronograma aprovado pelo CNE. No entanto, os candidatos postulados para a presidência ou reeleição realizaram atividades com o eleitorado e expuseram propostas que serão executadas em caso de vitória, o que viola o artigo 75 da Lei Orgânica de Processos Eleitorais. Francisco Castro, coordenador nacional da Súmate, destacou que o CNE forneceu apenas 26 dias para a campanha nacional, o que "não permite que os candidatos tenham tempo suficiente para promover suas ideias e pedir votos, então eles são forçados a antecipar. Por tradição, o processo dura mais de 60 dias". O CNE iniciou o processo de registro apenas 80 dias antes da eleição, reduzindo o tempo das atividades. Castro explicou que o padrão levado a cabo desde o governo de Hugo Chávez se repete, no qual as campanhas eleitorais feitas por funcionários públicos e governadores são usadas para inaugurar obras e fazer promessas. "Uma autoridade, como o presidente, usa a plataforma de comunicação para tirar proveito dos outros candidatos", diz Castro. Durante as eleições houve vários candidatos que usaram propaganda na televisão, mas o CNE não limita o número de minutos, o conteúdo ou o número de vezes que ela é transmitida diariamente.
Ignacio Ávalos, diretor do Observatório Eleitoral da Venezuela, e o cientista político Luis Salamanca concordaram que até agora não existe um ambiente eleitoral ou projeto de governo, mas sim "uma luta pela conquista do poder", enfatizando que a competição eleitoral foi suprimida e que a campanha foi desenhada para que o Partido Socialista Unido da Venezuela vença. Salamanca afirmou que "Maduro distribui benefícios para obter votos e Falcón oferece benefícios no futuro em troca de votos. Nenhum deles tem peso suficiente para mobilizar o país eleitoralmente".

#### Compra de votos

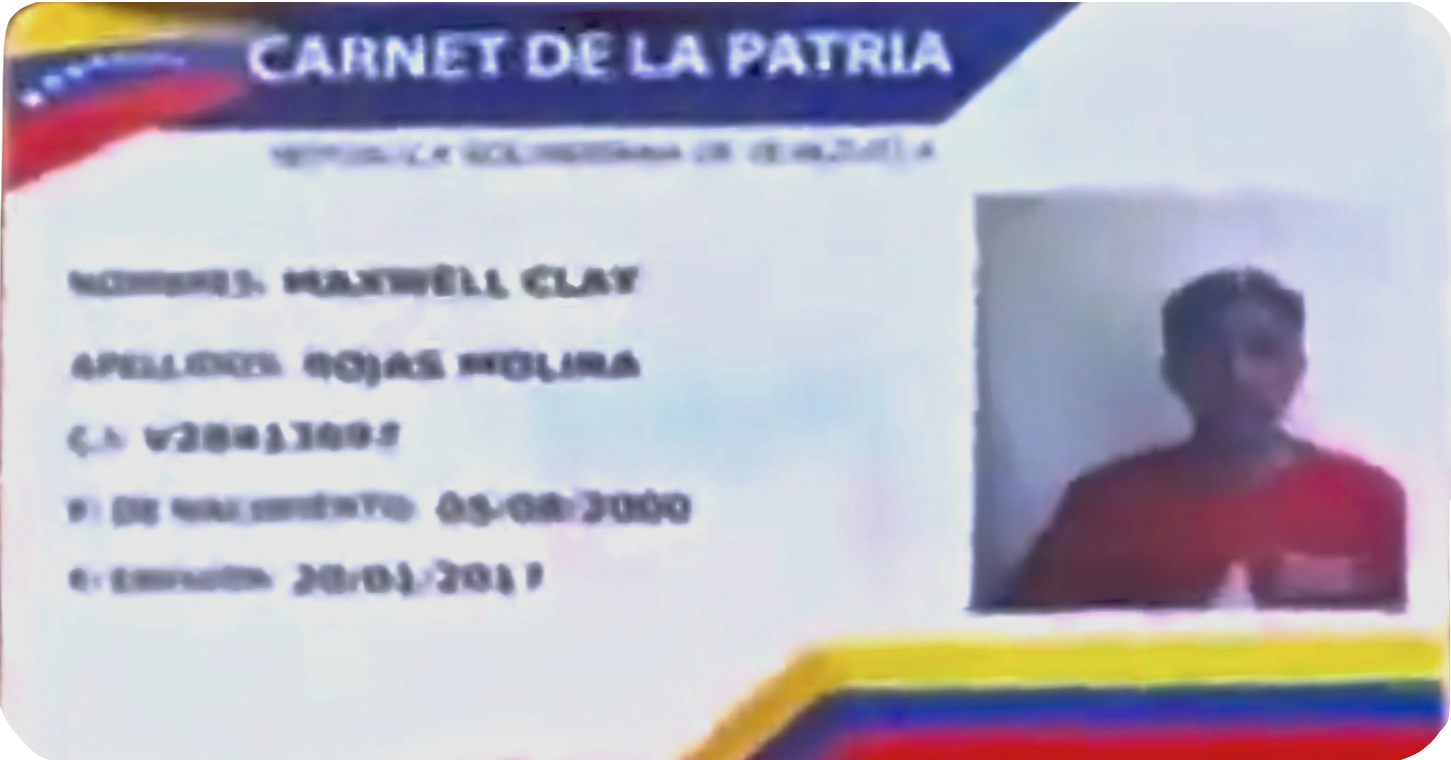
Carnê da Pátria.

Alegações de compra de votos também foram predominantes durante a campanha presidencial. Os venezuelanos que sofrem de fome foram pressionados a votar em Maduro, sendo que o governo subornava potenciais apoiantes com comida.
Em uma visita ao Delta Amacuro, o candidato a presidente e reeleição Nicolás Maduro entregou oito lanchas, nove ambulâncias e reabriu o Aeroporto "Antonio Díaz" Tucupita, entre outros anúncios, violando o artigo 223 da Lei Orgânica de Processos Eleitorais que proíbe o uso recursos estatais durante as campanhas eleitorais, bem como uma das prerrogativas do Acordo de Garantias Eleitorais assinado pelos candidatos presidenciais ao CNE. Em 8 de maio, Maduro prometeu em campanha "casas, gasolina e trabalho" em Puerto Ayacucho.

## Controvérsia
A eleição teve número recorde de abstenções. Cerca de 54 por cento dos eleitores venezuelanos não foram às urnas. Com isso, o atual presidente foi reeleito com mais de 6,2 milhões de votos, ou seja, recebeu 67,84 por cento dos votos, apesar de seu governo registrar 75 por cento de rejeição com a população local.

### Reação internacional

Reconhecimento internacional da eleição venezuelana de 2018:
Não reconhecem
Reconhecem
Venezuela

O Alto Comissário das Nações Unidas para os Direitos Humanos, Zeid Ra'ad al-Hussein, declarou que a eleição "não preenche, de forma alguma, condições mínimas para serem livres e confiáveis". Em 23 de março de 2018, um funcionário das Nações Unidas informou que a organização não ofereceria assistência eleitoral nas eleições, sem explicar os motivos. O porta-voz Farhan Haq afirmou que uma carta foi enviada às autoridades venezuelanas a respeito do pedido de especialistas eleitorais, mas não explicou o conteúdo.
Antes das eleições, o Grupo de Lima, com suas nações participantes (Argentina, Brasil, Canadá, Chile, Colômbia, Costa Rica , Guatemala, Guiana, Honduras, México, Panamá, Paraguai, Peru e Santa Lúcia), declarou que não reconhece os resultados das eleições presidenciais devido à percepção de falta de transparência.
Em 24 de fevereiro de 2019, em sessão extraordinária, o Conselho Permanente da Organização dos Estados Americanos (OEA), rejeitou fazer uma declaração, proposta pela Argentina, com o apoio do Brasil e dos Estados Unidos da América, de reconhecimento de Juan Guaidó como presidente venezuelano. Guaidó é o atual presidente da Assembleia Nacional da Venezuela. Apenas 16 países, dos 35 que compõe a OEA, foram favoráveis ao reconhecimento do autodeclarado presidente da Venezuela Juan Guaidó e à realização de nova eleição. Tal declaração da OEA necessitava do apoio de dois terços dos 35 países que compõe a organização, ou seja, 23 votos favoráveis. A declaração também foi rejeitada pela representante da Venezuela na organização, Asbina Ixchel Marin Sevilla. 
Em 8 de fevereiro, o Parlamento Europeu, com 480 votos a favor, 51 contra e 70 abstenções, adotou uma resolução exigindo sanções contra o presidente Nicolás Maduro, o vice-presidente Tareck el Aissami e outros funcionários, considerando-os "responsáveis pelo agravamento da situação". A União Europeia, através do seu parlamento, também decidiu que não reconheceria as eleições de 20 de maio e chamou o processo eleitoral de "fraudulento".
Após uma reunião realizada em 10 de maio, a Comissão Interamericana de Direitos Humanos (CIDH) publicou um documento afirmando que "não há condições mínimas necessárias para serem realizadas eleições livres, justas e confiáveis na Venezuela" e instou o Estado a "adotar as medidas necessárias para realizar outro processo de eleições genuínas, que tornem efetivo o direito de votar livremente".

## Resultado
Nicolás Maduro venceu as eleições com 67,79% dos votos contra 20,99% de Henri Falcón.
| Partido                                                                | Partido                            | Candidato        | Votos     | Votos (%) |
| ---------------------------------------------------------------------- | ---------------------------------- | ---------------- | --------- | --------- |
|                                                                        | PSUV                               | Nicolás Maduro   | 6 190 612 | 67,79%    |
|                                                                        | AP                                 | Henri Falcón     | 1 917 036 | 20,99%    |
|                                                                        | Movimiento Esperanza por el Cambio | Javier Bertucci  | 988 761   | 10,83%    |
|                                                                        | UPP89                              | Reinaldo Quijada | 36 246    | 0,4%      |
| Totais                                                                 | Totais                             | Totais           | 9 132 655 |           |
| Participação                                                           | Participação                       | Participação     | 9 132 655 | 79,69%    |
| Fonte: Divulgación Elección Presidencial - Comissão Eleitoral Nacional |                                    |                  |           |           |